# Уиљаку де Мунте (Бихор)
Уиљаку де Мунте (рум. Uileacu de Munte) насеље је у Румунији у округу Бихор у општини Палеу. Oпштина се налази на надморској висини од 184 m.

## Становништво
Према подацима из 2002. године у насељу је живело 524 становника.

### Попис2002.
| Расподела становништва по националности 2002.‍ | Расподела становништва по националности 2002.‍ | Расподела становништва по националности 2002.‍ | Расподела становништва по националности 2002.‍ | Расподела становништва по националности 2002.‍ |
| --------------------------------------------- | --------------------------------------------- | --------------------------------------------- | --------------------------------------------- | --------------------------------------------- |
|                                               |                                               |                                               |                                               |                                               |
| Румуни                                        | Румуни                                        |                                               | 14                                            | 2,7%                                          |
| Мађари                                        | Мађари                                        |                                               | 509                                           | 97,3%                                         |